# Odpływ liniowy

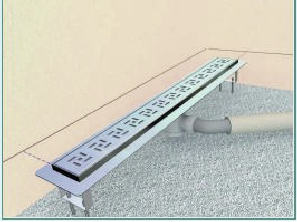
Odpływ liniowy – Schemat montażu

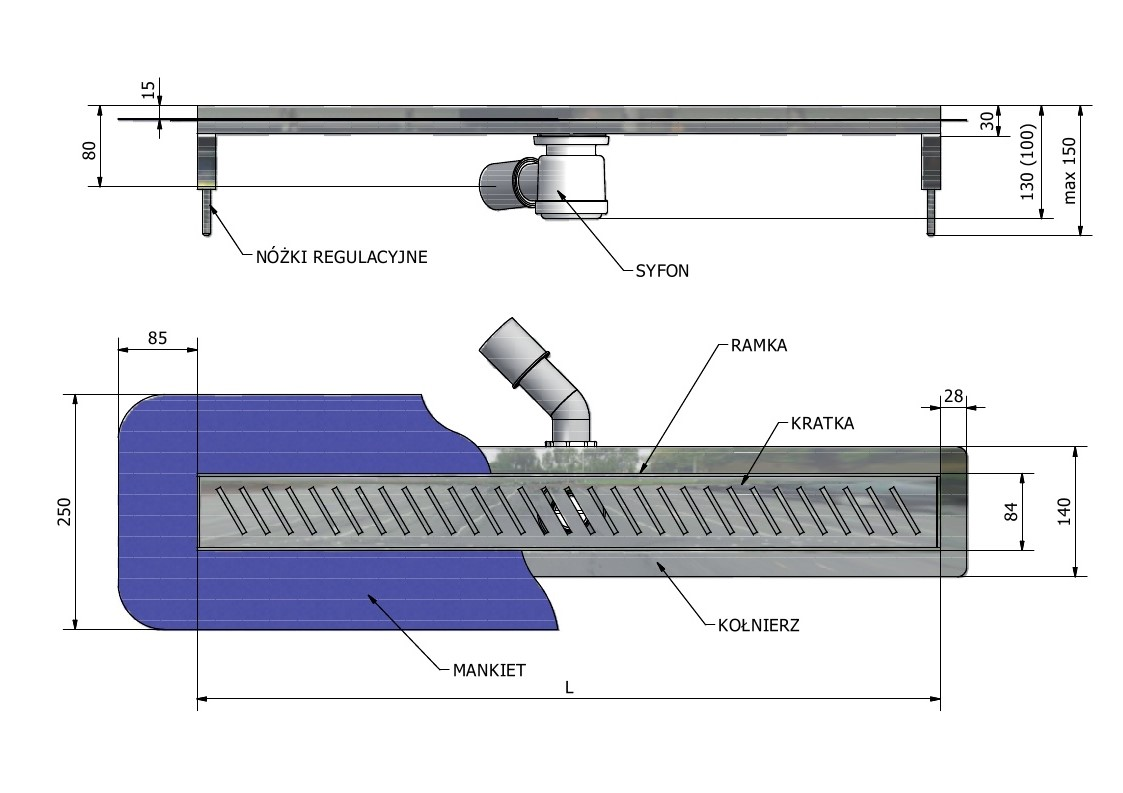
Odpływ liniowy – Schemat budowy

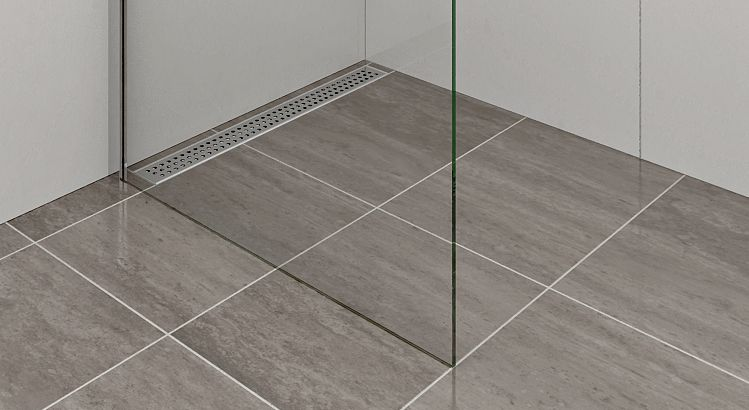
Odpływ liniowy w kabinie otwartej

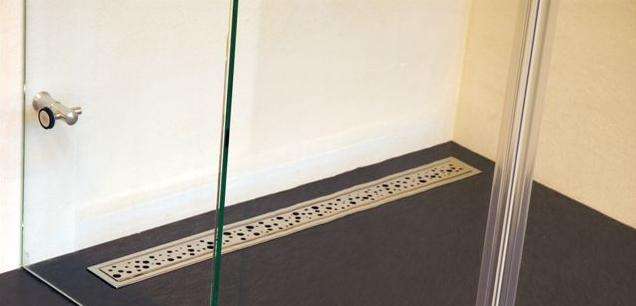
Odpływ linowy w kabinie prysznicowej

Odpływ liniowy (rynienka prysznicowa, odwodnienie liniowe, odpływ łazienkowy, rynienka łazienkowa, listwa odpływowa, listwa łazienkowa) – element armatury hydraulicznej, której celem jest grawitacyjny odbiór wody w pomieszczeniach (łazienka, basen, garaż, itp) lub na zewnątrz (podjazdy, otoczenie budynku itp) i odprowadzenie jej przez syfon do rury kanalizacyjnej.
Odpływy liniowe to naturalne rozwinięcie odpływu punktowego znanego najczęściej jako kratka ściekowa. 
Odwodnienia liniowe mogą być montowane w dowolnym miejscu podłogi łazienki, najczęściej pod prysznicem, zarówno na środku jak też tuż przy samej ścianie. 
Odpływy liniowe stosowane są coraz powszechniej w nowoczesnych rozwiązaniach architektonicznych łazienek pozbawionych standardowego brodzika, co pozwala na swobodny dobór kształtu kabiny oraz wykończenia powierzchni podłogi.
Zastosowanie rynienek liniowych pozwala na rezygnację z progu przy wejściu do kabiny oraz kopertowego spadku powierzchni w jej wnętrzu co znacząco wpływa na poprawę estetyki. Wszystkie elementy odpływu – odwodnienia wykonane są zwykle ze stali nierdzewnej, co gwarantuje odporność na korozję i niezmienny wygląd w trakcie użytkowania.
Odpływy liniowe mogą być wyposażone w kołnierze, mankiety uszczelniające, nóżki regulacyjne ułatwiające wypoziomowanie oraz syfony. Aby odpływ liniowy funkcjonował poprawnie, niezbędne jest odpowiednie wypoziomowanie podłogi. Zachowanie równej płaszczyzny poziomej powodowałoby zalewanie łazienki.

## Budowa
Budowę odpływów liniowych regulują normy europejskie EU-1253:2005 z późniejszymi zmianami.
Odpływy występują z metalowym kołnierzem lub bez niego. Ma to znaczenie w czasie montażu, ale po wyłożeniu płytkami kołnierz nie jest widoczna.
Odpływ liniowy posiada otwór odpływowy w który wkręca się syfon, zwykle znajduje się centralnie na środku. Na górze rynienka jest wyposażona w ozdobny ruszt, który jednocześnie maskuje otwór odpływowy i syfon oraz stanowi element dekoracyjny. Są też modele ze specjalnym korytkiem w które wkleja się płytki, są one wkomponowane wtedy w podłogę i prawie niewidoczne. 
Odpływy dostępne na rynku posiadają zwykle długość: 60/70/80/90/100 [cm], dostępne są też inne długości. U producentów zwykle istnieje możliwość zamówienia dowolnej długości lub z otworem odpływowym w wymaganym miejscu.
Do produkcji rynienek używana jest najczęściej stal nierdzewna o grubości od 0,5 do 2 mm.

## Rodzaje
Wewnętrzne: 
Odpływy liniowe przeznaczone do budynków wykonane są zwykle ze stali nierdzewnej i posiadają syfon.
Zewnętrzne:
Odpływy przeznaczone do stosowania na zewnątrz, w garażach, przydomowych podjazdach, dokoła budynków lub w pomieszczeniach gospodarczych itp. Zwykle produkowane są z polimerobetonu i  blachy ocynkowanej. Nie muszą mieć syfonu, można je podłączyć bezpośrednio do rury.